# 周洪謨 (萬曆進士)
周洪謨（1565年—1630年），字宗稷、慶虞，號箐齋，浙江承宣布政使司紹興府山陰縣（今浙江省紹興市）人，明朝政治人物、同進士出身。

## 生平
萬曆四十四年（1616年）登進士，授福建延平府推官。天啟二年（1622年）授候補給事。次年，實授戶科給事中。天啟五年（1625年）改戶科右給事中 。崇禎元年（1628年）改吏科右給事中、兵科右給事中。崇禎三年（1630年）為禮科左給事中。